# المشيرحي (ذي السفال)

تعديل مصدري - تعديل

المشيرحي هي إحدى قرى عزلة وادي ضباء بمديرية ذي السفال التابعة لمحافظة إب، بلغ تعداد سكانها 284 نسمة حسب تعداد اليمن لعام 2004.